# Nationalliga A (Elektrorollstuhl-Hockey) 2024/25
Die Saison 2024/25 ist die elfte Saison der Nationalliga A im Powerchair-Hockey in der Schweiz.
Nach dem Rückzug von Torpedo Turicum und der Auflösung der Swiss Selection, spielen neu die Zeka Rollers A und die 2. Mannschaft der Iron Cats wieder erstklassig. Der amtierende Rekordmeister Iron Cats Zürich dominierte diese Saison. Mit deutliche Siegen und keiner Niederlage holten sie sich ihren 8. Meistertitel. Der letzte Spieltag fand am 12. April 2025 in der Bahnhofshalle in Zürich statt. Im Rahmen eines Promo-Anlasses der Unihockey U19-WM 2025, konnten die Spiele vor viel Publikum gespielt werden.
Mit dem Iron Cats Spieler Khaleq Hassami gab es einen neuen Torschützenkönig. Mit 82 Toren war er knapp vor dem Berner Jan Schäublin mit 74 Toren.

## Spieltag NLA
| 1. Spieltag 7. September 2024 |   |                      |      |
| Rolling Thunder Bern          | – | Zeka Rollers A       | 10:4 |
| Iron Cats Zürich II           | – | Iron Cats Zürich I   | 0:19 |
| Iron Cats Zürich I            | – | Rolling Thunder Bern | 22:4 |
| Zeka Rollers A                | – | Iron Cats Zürich II  | 3:4  |
| Iron Cats Zürich I            | – | Zeka Rollers A       | 17:1 |
| Iron Cats Zürich II           | – | Rolling Thunder Bern | 4:14 |

| 2. Spieltag 23. November 2024 |   |                      |      |
| Rolling Thunder Bern          | – | Iron Cats Zürich I   | 4:11 |
| Zeka Rollers A                | – | Iron Cats Zürich II  | 3:2  |
| Iron Cats Zürich I            | – | Zeka Rollers A       | 18:1 |
| Iron Cats II                  | – | Rolling Thunder Bern | 2:15 |
| Zeka Rollers A                | – | Rolling Thunder Bern | 2:10 |
| Iron Cats Zürich I            | – | Iron Cats Zürich II  | 21:1 |

| 3. Spieltag 15. März 2025 |   |                      |      |
| Zeka Rollers A            | – | Iron Cats Zürich I   | 2:10 |
| Rolling Thunder Bern      | – | Iron Cats Zürich II  | 16:7 |
| Iron Cats Zürich I        | – | Iron Cats Zürich II  | 13:3 |
| Zeka Rollers A            | – | Rolling Thunder Bern | 7:9  |
| Iron Cats Zürich II       | – | Zeka Rollers A       | 1:7  |
| Iron Cats Zürich I        | – | Rolling Thunder Bern | 18:5 |

| 4. Spieltag 12. April 2024 Bahnhofshalle, Zürich |   |                      |      |
| Rolling Thunder Bern                             | – | Zeka Rollers A       | 13:9 |
| Iron Cats I                                      | – | Iron Cats Zürich II  | 16:1 |
| Iron Cats Zürich II                              | – | Rolling Thunder Bern | 6:16 |
| Zeka Rollers A                                   | – | Iron Cats Zürich I   | 3:15 |
| Iron Cats Zürich II                              | – | Zeka Rollers A       | 1:10 |
| Iron Cats Zürich I                               | – | Rolling Thunder Bern | 12:9 |

### Tabelle NLA
| Pl.                   | Verein                 | Sp. | S  | U | N  | Tore    | Diff. | Punkte |
| --------------------- | ---------------------- | --- | -- | - | -- | ------- | ----- | ------ |
| 1.                    | Iron Cats Zürich I (M) | 12  | 12 | 0 | 0  | 192:340 | +158  | 36     |
| 2.                    | Rolling Thunder Bern   | 12  | 8  | 0 | 4  | 125:104 | +21   | 24     |
| 3.                    | Zeka Rollers A         | 12  | 3  | 0 | 9  | 052:110 | −58   | 09     |
| 4.                    | Iron Cats Zürich II    | 12  | 1  | 0 | 11 | 032:153 | −121  | 03     |
| Stand: 12. April 2025 |                        |     |    |   |    |         |       |        |

| Legende | Legende                       |
| ------- | ----------------------------- |
| (M)     | amtierender Schweizer Meister |

### Torschützen NLA
| Pl.    | Name               | Team                 | Tore |
| ------ | ------------------ | -------------------- | ---- |
| 01.    | Khaleq Hassami     | Iron Cats Zürich I   | 82   |
| 02.    | Jan Schäublin      | Rolling Thunder Bern | 74   |
| 03.    | Manuel Melder      | Iron Cats Zürich I   | 53   |
| 04.    | Stefan Müller      | Rolling Thunder Bern | 49   |
| 05.    | Elia Chiaravalle   | Iron Cats Zürich II  | 29   |
| 06.    | Dominik Zenhäusern | Iron Cats Zürich I   | 28   |
| 07.    | Emmanuele D'Ovidio | Zeka Rollers A       | 19   |
| 08.    | José Schneider     | Zeka Rollers A       | 17   |
| 09.    | Nelson Braillard   | Iron Cats Zürich I   | 14   |
| 10.    | Veronica Conceicao | Iron Cats Zürich I   | 12   |
| 11.    | Gionatan Ziparo    | Zeka Rollers A       | 9    |
| 12.    | Ilona Emmenegger   | Zeka Rollers A       | 4    |
| 13.    | Pascal Blum        | Zeka Rollers A       | 2    |
| 14.    | Dave Inhelder      | Iron Cats Zürich I   | 1    |
|        | Angelo Metzker     | Iron Cats Zürich II  | 1    |
|        | Andri Lanz         | Rolling Thunder Bern | 1    |
|        | Jeremi Lechot      | Rolling Thunder Bern | 1    |
| Quelle |                    |                      |      |